# Tomislav Kušan
Tomislav Kušan (* 16. Dezember 1994 in Zagreb) ist ein kroatischer Handballspieler.

## Karriere

### Verein
Der 2,01 m große Kreisläufer spielte in Kroatien für den RK Dubrava, den RK Medveščak Zagreb und den RK Poreč. Ab 2017 lief er in der spanischen Liga Asobal für BM Logroño La Rioja auf. International nahm er mit der Mannschaft dreimal am EHF-Pokal teil. In der Saison 2020/21 stand er in Nordmazedonien beim RK Eurofarm Pelister unter Vertrag. Nachdem er im Sommer 2021 zum deutschen Bundesligisten HSG Wetzlar gewechselt war, verließ er die Hessen bereits im April 2022 Richtung Katar. Seit Sommer 2022 spielt er für den französischen Erstligisten Limoges Handball.

### Nationalmannschaft
Für die kroatische Nationalmannschaft bestritt Kušan bisher drei Länderspiele, in denen er sieben Tore erzielte.